# Bażanówka
Bażanówka – wieś w Polsce położona w województwie podkarpackim, w powiecie sanockim, w gminie Zarszyn.
| SIMC    | Nazwa      | Rodzaj    |
| ------- | ---------- | --------- |
| 0362849 | Granicznik | część wsi |

W latach 1975–1998 miejscowość administracyjnie należała do województwa krośnieńskiego. w 2020 Bażanówkę zamieszkiwało 806 mieszkańców.

## Historia
W I poł. XIX w. Bażanówka należała do Trzecieskich, od których odkupił ją w 1844 Felicjan Laskowski, żonaty z Anielą hr. Łoś, i posiadał w kolejnych latach. Po jego śmierci majątek ten odziedziczył w 1875 jego syn, Kazimierz Laskowski (w 1905 posiadał 212 ha). Po Kazimierzu Piotrze Laskowskim dobra w Bażanówce otrzymał w spadku w 1923 jego siostrzeniec, Daniel Rodich-Laskowski (1884-1957), ożeniony z Marią Ostaszewską (1901-1989), córką Stanisława Ostaszewskiego i Anieli z Sękowskich z Klimkówki, która wraz z mężem była ostatnią prawowitą właścicielką obszaru dworskiego. Po II wojnie światowej majątek ziemski Laskowskich został przejęty, w ramach tzw. reformy rolnej, przez Skarb Państwa. Obecnie we dworze znajduje się szkoła podstawowa.
W roku 1900 wieś liczyła 828 mieszkańców, powierzchnia wsi wynosiła 298 ha, były w niej 173 domy.
W czasie okupacji działała tu Placówka AK, a dowodził nią plut. Zygmunt Kędzior ps. „Kabel”.
6 października 1983 Rada Państwa PRL przyznała wsi Bażanówka Krzyż Walecznych „za czyny męstwa i odwagi mieszkańców wykazane w walkach z hitlerowskim okupantem”. Wydarzenie to upamiętniają tablice pamiątkowe ustanowione na budynku Ochotniczej Straży Pożarnej i Szkoły Podstawowej 30 maja 2010.
We wsi działa klub piłkarski LZS Orzeł Bażanówka.

## Obiekty zabytkowe
- Kościół Najświętszego Serca Pana Jezusa
- Zespół dworski z 1850 (budynek dworski i park). W budynku dworskim funkcjonuje szkoła podstawowa[10].

## Religia
- Kościół Najświętszego Serca Pana Jezusa w Bażanówce i parafia pod tym samym wezwaniem. Od roku 1921 w Bażanówce rozwijała się pierwsza[11], zorganizowana w Polsce wspólnota oraz parafia polskokatolicka. Pierwszą mszę w obrządku polskokatolickim odprawił tu ks. Jan Gritenas w dniu 1 października 1922. Kościół parafialny pod wezwaniem Najświętszego Serca Pana Jezusa zbudowano w 1925.
- Rzymskokatolicki kościół filialny w Bażanówce należący do parafii Wniebowzięcia Najświętszej Marii Panny w Jaćmierzu.

## Urodzeni
- Tytus Trzecieski – polski szlachcic, filozof, rolnik, górnik z wykształcenia, właściciel kopalń rud, ropy naftowej i majątku ziemskiego, dziedzic Miejsca Piastowego, Polanki i Bóbrki, współorganizator ruchów niepodległościowych,
- Franciszek Malik, kapitan Wojska Polskiego, żołnierz Armii Krajowej, cichociemny, uczestnik powstania warszawskiego,
- Roman Bury – żołnierza BCh i AK, podporucznik ludowego Wojska Polskiego, uczestnik walk z UPA,
- Władysław Majcher – podporucznik Polskich Sił Zbrojnych na Zachodzie, poległ pod Monte Cassino,
- Ludwik Warchał – podchorąży Wojska Polskiego, ofiara zbrodni katyńskiej,
- Ryszard Niemiec – polski dziennikarz i działacz sportowy,
- Zygmunt Żyłka – lekarz, specjalista chirurg, działacz opozycji solidarnościowej, późniejszy samorządowiec.

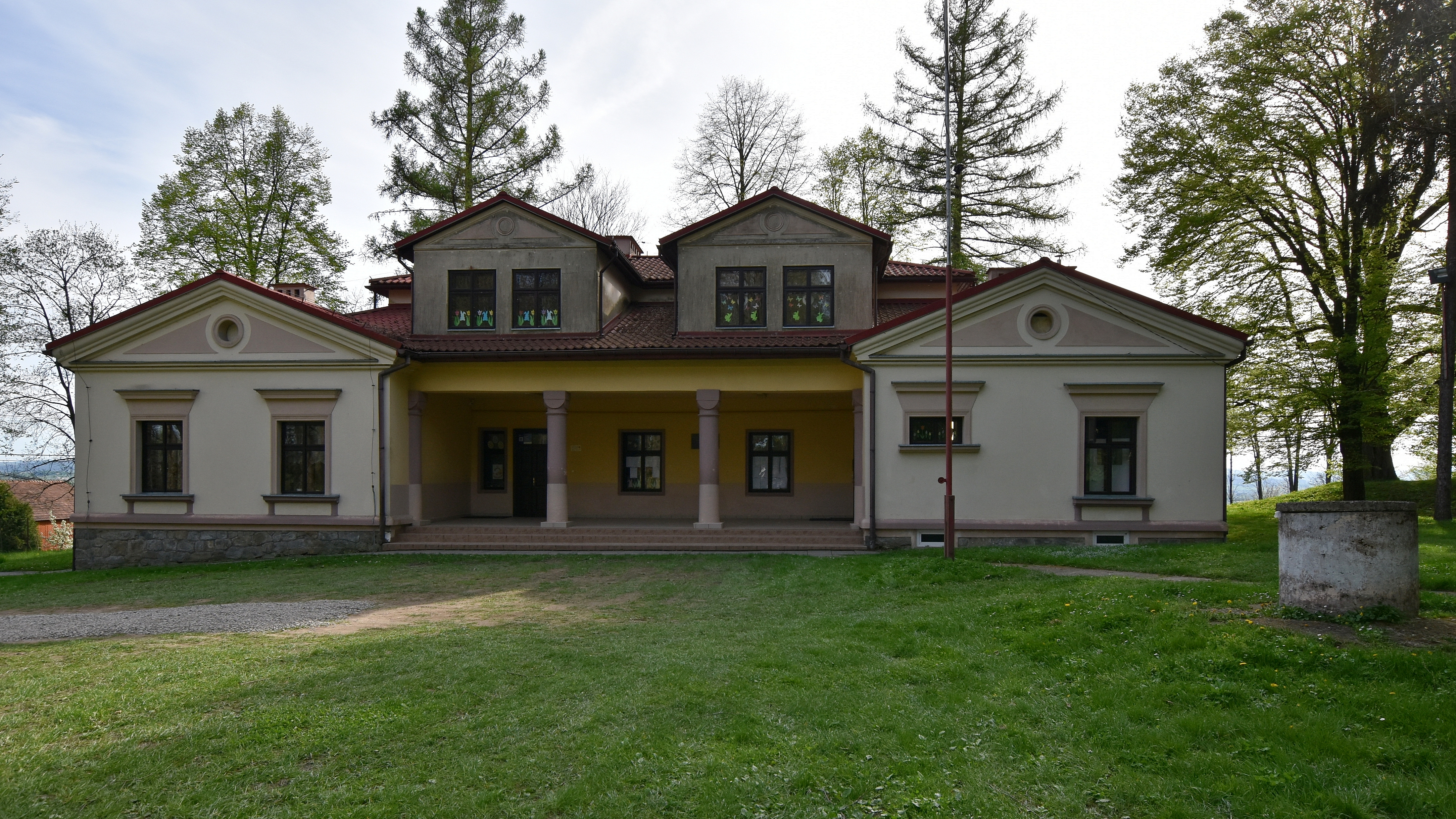
Dwór
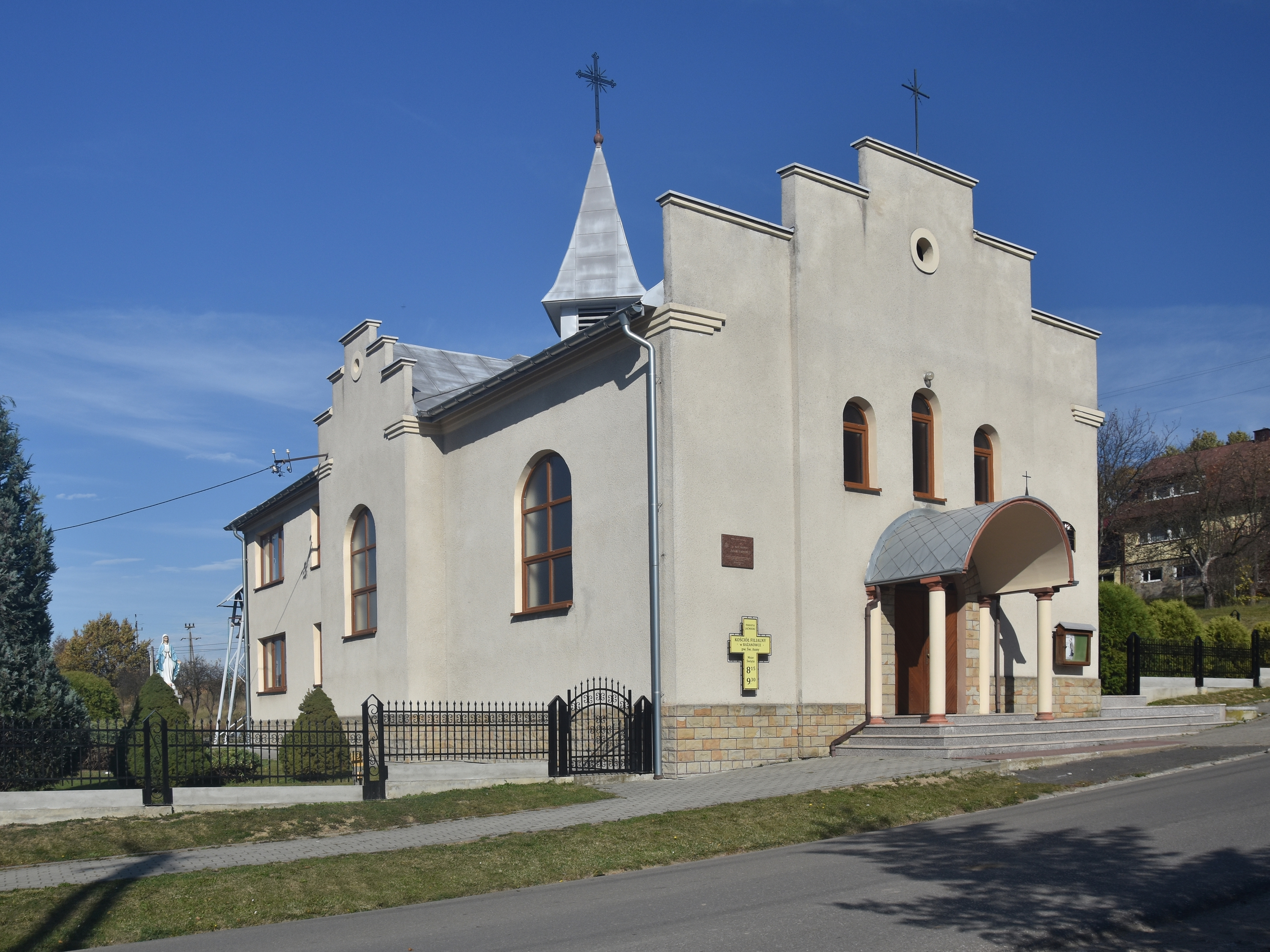
Kościół rzymskokatolicki
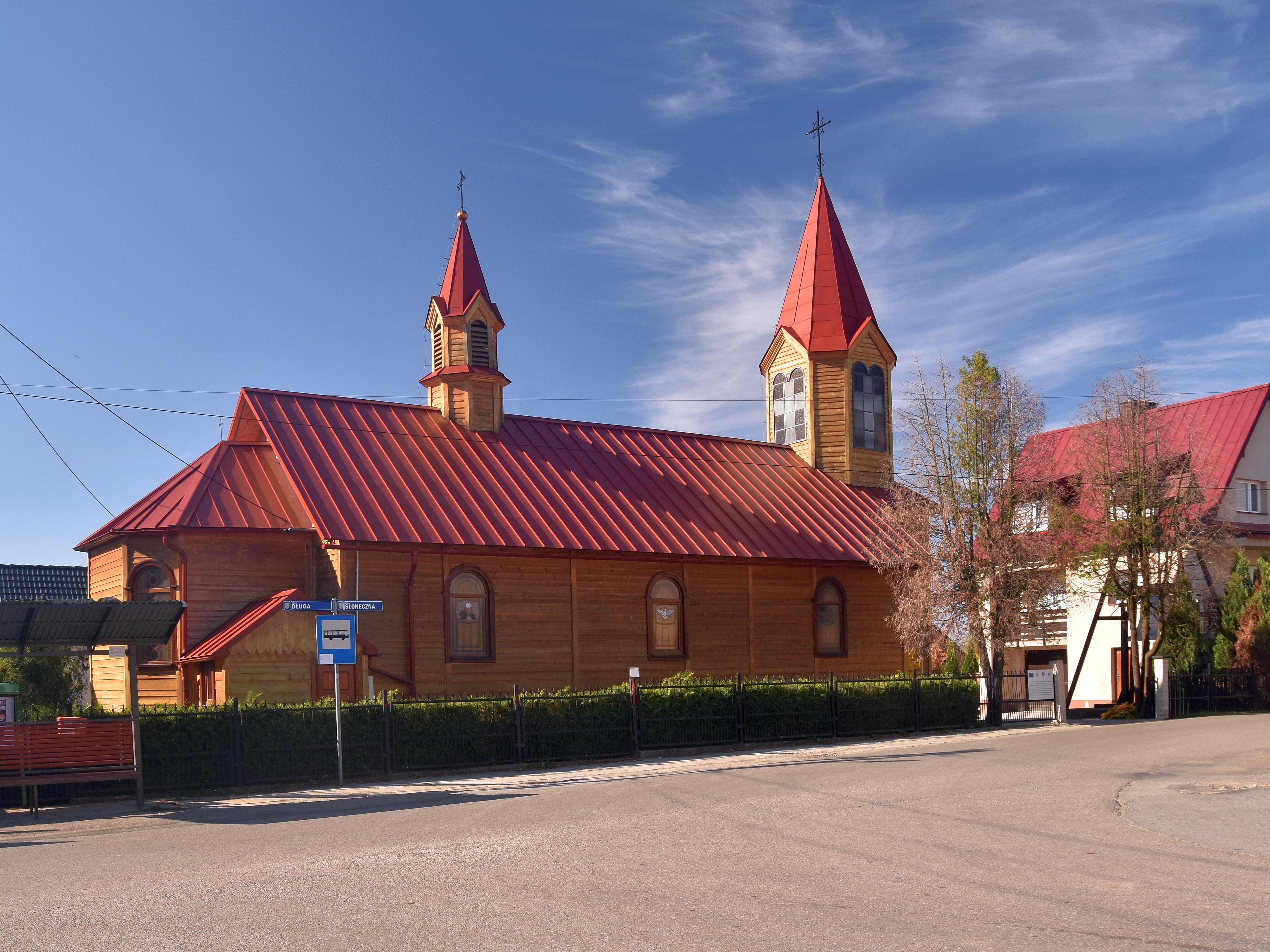
Kościół polskokatolicki